# Ligue C de la Ligue des nations de la CONCACAF 2023-2024
Navigation
Ligue C 2022-2023 Ligue C 2024-2025
La Ligue C de la Ligue des nations 2023-2024 est la troisième division de la Ligue des nations 2023-2024, troisième édition d'une compétition impliquant les équipes nationales masculines des 41 associations membres de la CONCACAF.

## Format
À la suite du changement de format, la Ligue C passe de treize à neuf équipes et de quatre à trois groupes. Les équipes sont divisées en trois groupes de trois équipes, chaque équipe disputant quatre matchs (deux à domicile et deux à l'extérieur).

### Changements d'équipes
| Promus en Ligue B                                               |
| --------------------------------------------------------------- |
| Sint Maarten Saint-Christophe-et-Niévès Sainte-Lucie Porto Rico |

### Tirage au sort
Les équipes de la Ligue C sont reparties en trois chapeaux de trois équipes, placées selon leur coefficient.
Le tirage au sort de la phase de groupes a lieu à Miami en Floride, le 16 mai 2023.
| Équipe    | Coeff | Classement |
| --------- | ----- | ---------- |
| Bonaire   | 627   | 31         |
| Dominique | 572   | 32         |
| Aruba     | 564   | 33         |

| Équipe                  | Coeff | Classement |
| ----------------------- | ----- | ---------- |
| Îles Turques-et-Caïques | 461   | 35         |
| Îles Caïmans            | 435   | 36         |
| Saint-Martin            | 377   | 38         |

| Équipe                      | Coeff | Classement |
| --------------------------- | ----- | ---------- |
| Anguilla                    | 224   | 39         |
| Îles Vierges des États-Unis | 193   | 40         |
| Îles Vierges britanniques   | 163   | 41         |

## Groupes
Le calendrier des matchs est dévoilé le 6 juillet 2023. Les horaires et stade pour les matchs du mois de septembre sont confirmés le 10 août 2023. Les horaires et stade pour les matchs du mois d'octobre sont confirmés le 21 septembre 2023. Les horaires et stade pour les matchs du mois de novembre sont confirmés le 31 octobre 2023
Les horaires indiqués sont en heure de l'Est, sauf indications contraires.
Légende des classements
- Promotion en Ligue B
- Possible promotion en Ligue B basée sur le classement

### Groupe A
| Rang | Équipe       | Pts | J | G | N | P | Bp | Bc | Diff |  | Résultats (▼ dom., ► ext.) |     |     |     |
| ---- | ------------ | --- | - | - | - | - | -- | -- | ---- |  | -------------------------- | --- | --- | --- |
| 1    | Saint-Martin | 12  | 4 | 4 | 0 | 0 | 20 | 1  | +19  |  | Saint-Martin               |     | 2-1 | 8-0 |
| 2    | Bonaire      | 6   | 4 | 2 | 0 | 2 | 6  | 6  | 0    |  | Bonaire                    | 0-4 |     | 2-0 |
| 3    | Anguilla     | 0   | 4 | 0 | 0 | 4 | 0  | 19 | -19  |  | Anguilla                   | 0-6 | 0-3 |     |

| 1re journée            | Anguilla | 0 - 6   | Saint-Martin                                      | Raymond E. Guishard Technical Centre, The Valley |                                |
| 7 septembre 2023 16h00 |          | (0 - 5) | 6e 32e 39e 40e Raga · 25e Segarel · 70e Lacazette | Arbitrage : Fernando Hernández                   | Arbitrage : Fernando Hernández |
| 7 septembre 2023 16h00 | Rapport  |         |                                                   | Arbitrage : Fernando Hernández                   | Arbitrage : Fernando Hernández |

| 2e journée              | Saint-Martin                | 2 - 1   | Bonaire      | SKNFA Technical Center, Basseterre |                            |
| 11 septembre 2023 15h30 | Raga 75e · Casper 88e (csc) | (0 - 0) | 67e Martinus | Arbitrage : Reginald Gumbs         | Arbitrage : Reginald Gumbs |
| 11 septembre 2023 15h30 | Rapport                     |         |              | Arbitrage : Reginald Gumbs         | Arbitrage : Reginald Gumbs |

| 3e journée            | Bonaire                 | 2 - 0   | Anguilla | Stadion Antonio Trenidat, Rincon                |                                                 |
| 12 octobre 2023 19h00 | Ronde 10e · Pourier 36e | (2 - 0) |          | Spectateurs : 660 Arbitrage : Norberto da Silva | Spectateurs : 660 Arbitrage : Norberto da Silva |
| 12 octobre 2023 19h00 | Rapport                 |         |          | Spectateurs : 660 Arbitrage : Norberto da Silva | Spectateurs : 660 Arbitrage : Norberto da Silva |

| 4e journée            | Saint-Martin                                                       | 8 - 0   | Anguilla | SKNFA Technical Center, Basseterre |                           |
| 16 octobre 2023 16h00 | Segarel 17e 32e (pen.) 39e 47e · Richardson 49e · Raga 65e 70e 88e | (3 - 0) |          | Arbitrage : Jaime Herrera          | Arbitrage : Jaime Herrera |
| 16 octobre 2023 16h00 | Rapport                                                            |         |          | Arbitrage : Jaime Herrera          | Arbitrage : Jaime Herrera |

| 5e journée                   | Anguilla | 0 - 3   | Bonaire                            | Raymond E. Guishard Technical Centre, The Valley |                             |
| 18 novembre 2023 15h00 UTC−4 |          | (0 - 2) | 2e 6e (pen.) Anthony · 73e Michiel | Arbitrage : Tristley Bassue                      | Arbitrage : Tristley Bassue |
| 18 novembre 2023 15h00 UTC−4 | Rapport  |         |                                    | Arbitrage : Tristley Bassue                      | Arbitrage : Tristley Bassue |

| 6e journée                   | Bonaire | 0 - 4   | Saint-Martin                                 | Stadion Antonio Trenidat, Rincon |                              |
| 21 novembre 2023 19h00 UTC−4 |         | (0 - 3) | 3e 45+2e Gentes · 13e Lebon · 46e Richardson | Arbitrage : Ricangel de Leça     | Arbitrage : Ricangel de Leça |
| 21 novembre 2023 19h00 UTC−4 | Rapport |         |                                              | Arbitrage : Ricangel de Leça     | Arbitrage : Ricangel de Leça |

### Groupe B
| Rang | Équipe                      | Pts | J | G | N | P | Bp | Bc | Diff |  | Résultats (▼ dom., ► ext.)  |     |     |     |
| ---- | --------------------------- | --- | - | - | - | - | -- | -- | ---- |  | --------------------------- | --- | --- | --- |
| 1    | Aruba                       | 12  | 4 | 4 | 0 | 0 | 14 | 4  | +10  |  | Aruba                       |     | 5-1 | 3-1 |
| 2    | Îles Caïmans                | 4   | 4 | 1 | 1 | 2 | 6  | 10 | -4   |  | Îles Caïmans                | 1-2 |     | 2-1 |
| 3    | Îles Vierges des États-Unis | 1   | 4 | 0 | 1 | 3 | 5  | 11 | -6   |  | Îles Vierges des États-Unis | 1-4 | 2-2 |     |

| 1re journée            | Îles Vierges des États-Unis         | 2 - 2   | Îles Caïmans          | Bethlehem Soccer Stadium, Christiansted |                        |
| 7 septembre 2023 19h00 | McLaughlin 23e (csc) · St.Louis 42e | (2 - 1) | 16e Ebanks · 47e Gray | Arbitrage : Reon Radix                  | Arbitrage : Reon Radix |
| 7 septembre 2023 19h00 | Rapport                             |         |                       | Arbitrage : Reon Radix                  | Arbitrage : Reon Radix |

| 2e journée                    | Îles Caïmans | 1 - 2   | Aruba                 | Stade Truman-Bodden, George Town |                            |
| 11 septembre 2023 15h30 UTC−5 | Nunez 6e     | (1 - 1) | 2e Ostiana · 79e Bäly | Arbitrage : Ismael Cornejo       | Arbitrage : Ismael Cornejo |
| 11 septembre 2023 15h30 UTC−5 | Rapport      |         |                       | Arbitrage : Ismael Cornejo       | Arbitrage : Ismael Cornejo |

| 3e journée            | Aruba                                  | 3 - 1   | Îles Vierges des États-Unis | Stade Trinidad, Oranjestad  |                             |
| 14 octobre 2023 15h00 | Ostiana 52e · Luydens 61e · Molina 86e | (0 - 0) | 63e Henry                   | Arbitrage : Kwinsi Williams | Arbitrage : Kwinsi Williams |
| 14 octobre 2023 15h00 | Rapport                                |         |                             | Arbitrage : Kwinsi Williams | Arbitrage : Kwinsi Williams |

| 4e journée                  | Îles Caïmans             | 2 - 1   | Îles Vierges des États-Unis | Stade Truman-Bodden, George Town |                               |
| 17 octobre 2023 15h30 UTC−5 | Seymour 17e · Reeves 57e | (1 - 0) | 84e Joseph                  | Arbitrage : Randy Encarnación    | Arbitrage : Randy Encarnación |
| 17 octobre 2023 15h30 UTC−5 | Rapport                  |         |                             | Arbitrage : Randy Encarnación    | Arbitrage : Randy Encarnación |

| 5e journée                   | Îles Vierges des États-Unis | 1 - 4   | Aruba                                          | Bethlehem Soccer Stadium, Christiansted        |                                                |
| 16 novembre 2023 19h00 UTC−4 | Farrell 47e                 | (0 - 2) | 23e Dania · 41e 52e Ostiana · 79e (pen.) Maria | Spectateurs : 286 Arbitrage : Ken Pennyfeather | Spectateurs : 286 Arbitrage : Ken Pennyfeather |
| 16 novembre 2023 19h00 UTC−4 | Rapport                     |         |                                                | Spectateurs : 286 Arbitrage : Ken Pennyfeather | Spectateurs : 286 Arbitrage : Ken Pennyfeather |

| 6e journée                   | Aruba                                                      | 5 - 1   | Îles Caïmans    | Stade Trinidad, Oranjestad    |                               |
| 20 novembre 2023 15h00 UTC−4 | Groothusen 16e 89e · Ostiana 45+5e · Maria 55e · Dania 77e | (2 - 0) | 49e Studenhofft | Arbitrage : Norberto da Silva | Arbitrage : Norberto da Silva |
| 20 novembre 2023 15h00 UTC−4 | Rapport                                                    |         |                 | Arbitrage : Norberto da Silva | Arbitrage : Norberto da Silva |

### Groupe C
| Rang | Équipe                    | Pts | J | G | N | P | Bp | Bc | Diff |  | Résultats (▼ dom., ► ext.) |     |     |     |
| ---- | ------------------------- | --- | - | - | - | - | -- | -- | ---- |  | -------------------------- | --- | --- | --- |
| 1    | Dominique                 | 10  | 4 | 3 | 1 | 0 | 8  | 2  | +6   |  | Dominique                  |     | 1-1 | 2-0 |
| 2    | Îles Vierges britanniques | 5   | 4 | 1 | 2 | 1 | 7  | 6  | +1   |  | Îles Vierges britanniques  | 1-2 |     | 3-1 |
| 3    | Îles Turques-et-Caïques   | 1   | 4 | 0 | 1 | 3 | 3  | 10 | -7   |  | Îles Turques-et-Caïques    | 0-3 | 2-2 |     |

| 1re journée            | Îles Vierges britanniques    | 3 - 1   | Îles Turques-et-Caïques | Sherly Ground, Road Town |                          |
| 9 septembre 2023 15h30 | Caesar 4e · Chalwell 10e 51e | (2 - 1) | 45+4e (pen.) Forbes     | Arbitrage : Victor Rivas | Arbitrage : Victor Rivas |
| 9 septembre 2023 15h30 | Rapport                      |         |                         | Arbitrage : Victor Rivas | Arbitrage : Victor Rivas |

| 2e journée              | Îles Turques-et-Caïques | 0 - 3   | Dominique                    | TCIFA National Academy, Providenciales |                             |
| 12 septembre 2023 16h00 |                         | (0 - 1) | 18e 64e Jules · 90+3e Thomas | Arbitrage : Benjamin Whitty            | Arbitrage : Benjamin Whitty |
| 12 septembre 2023 16h00 | Rapport                 |         |                              | Arbitrage : Benjamin Whitty            | Arbitrage : Benjamin Whitty |

| 3e journée            | Dominique  | 1 - 1   | Îles Vierges britanniques | Daren Sammy Cricket Ground, Gros Islet         |                                                |
| 12 octobre 2023 17h00 | Thomas 82e | (0 - 1) | 29e Chalwell              | Spectateurs : 729 Arbitrage : Ricangel de Leça | Spectateurs : 729 Arbitrage : Ricangel de Leça |
| 12 octobre 2023 17h00 | Rapport    |         |                           | Spectateurs : 729 Arbitrage : Ricangel de Leça | Spectateurs : 729 Arbitrage : Ricangel de Leça |

| 4e journée            | Îles Turques-et-Caïques | 2 - 2   | Îles Vierges britanniques | TCIFA National Academy, Providenciales |                           |
| 16 octobre 2023 16h00 | Forbes 26e (pen.) 76e   | (1 - 1) | 3e Bertie · 90+5e Smith   | Arbitrage : Hakeem Harvey              | Arbitrage : Hakeem Harvey |
| 16 octobre 2023 16h00 | Rapport                 |         |                           | Arbitrage : Hakeem Harvey              | Arbitrage : Hakeem Harvey |

| 5e journée                   | Îles Vierges britanniques | 1 - 2   | Dominique                  | Sherly Ground, Road Town                     |                                              |
| 16 novembre 2023 15h00 UTC−4 | Gallimore 63e             | (0 - 0) | 52e Laville · 68e Marshall | Spectateurs : 385 Arbitrage : Reginald Gumbs | Spectateurs : 385 Arbitrage : Reginald Gumbs |
| 16 novembre 2023 15h00 UTC−4 | Rapport                   |         |                            | Spectateurs : 385 Arbitrage : Reginald Gumbs | Spectateurs : 385 Arbitrage : Reginald Gumbs |

| 6e journée                   | Dominique                | 2 - 0   | Îles Turques-et-Caïques | Sherly Ground, Road Town  |                           |
| 20 novembre 2023 15h00 UTC−4 | Laville 15e · George 61e | (1 - 0) |                         | Arbitrage : Timothy Derry | Arbitrage : Timothy Derry |
| 20 novembre 2023 15h00 UTC−4 | Rapport                  |         |                         | Arbitrage : Timothy Derry | Arbitrage : Timothy Derry |

### Meilleur deuxième
| Rang | Équipe                    | Pts | J | G | N | P | Bp | Bc | Diff |
| ---- | ------------------------- | --- | - | - | - | - | -- | -- | ---- |
| 1    | Bonaire                   | 6   | 4 | 2 | 0 | 2 | 6  | 6  | 0    |
| 2    | Îles Vierges britanniques | 5   | 4 | 1 | 2 | 1 | 7  | 6  | +1   |
| 3    | Îles Caïmans              | 4   | 4 | 1 | 1 | 2 | 6  | 10 | -4   |

## Classement général et buteurs

### Classement général
| Rang | Nation                      | Parcours                        |
| ---- | --------------------------- | ------------------------------- |
| 1er  | Saint-Martin                | Meilleur premier de groupe      |
| 2e   | Aruba                       | 2e meilleur premier de groupe   |
| 3e   | Dominique                   | 3e meilleur premier de groupe   |
|      |                             |                                 |
| 4e   | Bonaire                     | Meilleur deuxième de groupe     |
| 5e   | Îles Vierges britanniques   | 2e meilleur deuxième de groupe  |
| 6e   | Îles Caïmans                | 3e meilleur deuxième de groupe  |
|      |                             |                                 |
| 7e   | Îles Vierges des États-Unis | Meilleur troisième de groupe    |
| 8e   | Îles Turques-et-Caïques     | 2e meilleur troisième de groupe |
| 9e   | Anguilla                    | 3e meilleur troisième de groupe |

### Équipe-type
| Gardien | Défenseurs | Milieux | Attaquants |
| ------- | ---------- | ------- | ---------- |
|         |            |         |            |